# Petra Haden

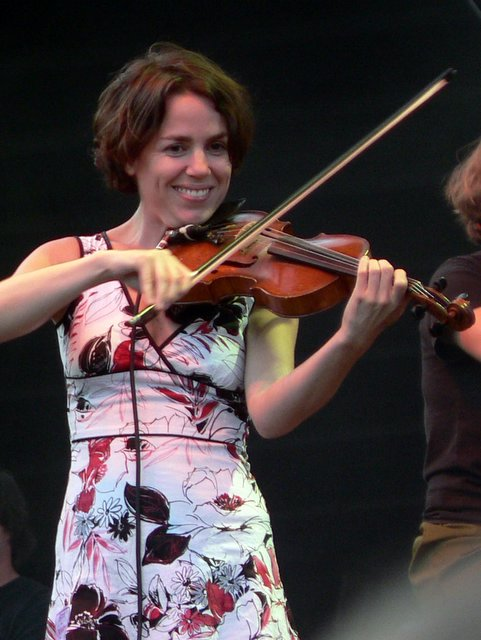
Petra Haden.

Petra Haden (Nova Iorque, NI, 11 de outubro de 1971) é uma violinista norte-americana, e foi membro de várias bandas ao logo de sua carreira, que incluem The Decemberists, That Dog e The Rentals. Além disso, tem contribuído em gravações e performances para bandas e músicos, como Weezer, Foo Fighters, Beck Hansen, Mike Watt, Green Day e Jimmy Eat World.
Ela é filha do contrabaixista de jazz, Charlie Haden (1937–2014).